# Pterostylis decurva
Pterostylis decurva är en orkidéart som beskrevs av Richard Sanders Rogers. Pterostylis decurva ingår i släktet Pterostylis och familjen orkidéer. Inga underarter finns listade i Catalogue of Life.